# 크래프트 그룹
크래프트 그룹(Kraft group)은 미국의 민영 프로스포츠, 제조, 부동산 개발 산업 회사로 전 세계 82개국에 진출했으며 1998년 로버트 크래프트가 설립하였고 본사는 매사추세츠주 폭스버러에 있다.

## 계열사
- 크래프트 스포츠 그룹 ()
  - 뉴잉글랜드 패트리어츠 (1960년 설립, 1994년 인수)
  - 뉴잉글랜드 레벌루션 (1995년 설립)
  - 질레트 스타디움 (325억 달러에 인수, 2002년 개장)
  - 팀오프 (TeamOps)
    - 팀오프 (이벤트 직원)
    - 팀오프 검색
- 랜드-휘트니 그룹 (Rand-Whitney Group 보관됨 2010-08-15 - 웨이백 머신)
  - 회장: 로버트 크래프트의 아내 미라 크래프트
    - 매사추세츠주 우스터 기반
      - 랜드-휘트니 컨테이너
      - 랜드-휘트니 폐기물
      - 랜드-휘트니 콘테이너보드
- 국제 산림 제품 주식 회사 (1972년 설립, International Forest Products)
  - 회장: 로버트 크래프트의 아들 대니얼 크래프트
- 30개 이상의 사모 투자 기업
  - 프랜시플 쉐어홀딩스
    - 카라멜 컨테이너 시스템
      - 이스라엘 가이사랴 기반

    - 미국-이스라엘 용지 밀스 공사
      - 이스라엘 하데라 기반

    - 앰플 엔터프라이스
      - 이스라엘 텔아비브 기반